# Bivalirudin
Bivalirudin (Handelsname Angiox; Hersteller The Medicines Company) ist ein verschreibungspflichtiger Arzneistoff aus der Gruppe der Antikoagulanzien. Er wird eingesetzt, um Blutgerinnsel bei Erwachsenen zu verhindern, die sich einer perkutanen Koronarintervention (PCI), wie Ballondilatation, Atherektomie und Stentimplantation unterziehen. Chemisch gesehen handelt es sich bei Bivalirudin um ein Peptid. Es ist ein Derivat des aus Blutegeln gewonnenen Hirudins.

## Klinische Angaben

### Anwendungsgebiete
Bivalirudin wird angewendet, um Blutgerinnsel bei Erwachsenen zu verhindern. Und zwar bei solchen Patienten, die sich einer perkutanen Koronarintervention (PCI) unterziehen. Bei diesem nichtchirurgischen Verfahren werden die Blutgefäße, die den Herzmuskel versorgen, von einem Verschluss befreit. Die Anwendung schließt Patienten mit Myokardinfarkt (Herzinfarkt) mit „ST-Hebung“ (STEMI, einem anomalen Messwert beim Elektrokardiogramm bzw. EKG) ein. Bivalirudin wird darüber hinaus bei Erwachsenen mit instabiler Angina (Schmerzen unterschiedlicher Stärke im Brustkorb) oder Myokardinfarkt ohne ST-Hebung (NSTEMI) angewendet, die sich einer Behandlung wie einer PCI oder einer Bypassoperation unterziehen müssen oder andere Arzneimittel einnehmen. Bivalirudin wird zusammen mit ASS und Clopidogrel (andere Arzneimittel zur Verhinderung von Blutgerinnseln) angewendet.
Im Hinblick auf PCI wurde Bivalirudin bei insgesamt fast 10.000 Erwachsenen mit einem anderen Typ von Antikoagulans, einem Heparin, verglichen. Heparin wurde in Kombination mit einem Glykoprotein-IIb/IIIa-Inhibitor (GPI, ein anderes Arzneimittel zur Verhinderung von Blutgerinnseln) verglichen, und einige Patienten, die Bivalirudin erhielten, bekamen gegebenenfalls auch ein GPI. Knapp 4.000 dieser Patienten mussten sich einer PCI zur Behandlung eines Myokardinfarkts mit ST-Hebung unterziehen. Bei Patienten mit instabiler Angina oder Myokardinfarkt ohne ST-Hebung, die auf eine Weiterbehandlung warteten, nahmen an der Hauptstudie knapp 14.000 Erwachsene teil, bei denen Angiox – allein oder zusammen mit einem GPI – mit der Kombination aus Heparin und einem GPI verglichen wurde. In allen drei Studien erhielten die Patienten zusätzliche Arzneimittel zur Verhinderung von Blutgerinnseln wie Aspirin und Clopidogrel. Hauptindikator für die Wirksamkeit war die Verringerung der Anzahl der Patienten, bei denen bis Tag 30 ein „ischämisches Ereignis“ (ein Problem durch verminderten Blutfluss), einschließlich Tod, auftrat, die einen Herzanfall hatten, die dringende Revaskularisation (Wiederherstellung des Blutflusses zum Herzen) benötigten oder die einen Schlaganfall erlitten. Darüber hinaus wurde bei den Studien die Zahl der Patienten untersucht, bei denen schwere Blutungen auftraten.
Bivalirudin sollte von einem Arzt mit Erfahrungen in der koronaren Akutbehandlung oder auf dem Gebiet der perkutanen Koronarintervention angewendet werden.

### Gegenanzeigen
Angiox ist kontraindiziert bei Patienten mit:
- bekannter Überempfindlichkeit gegen den Wirkstoff oder einen sonstigen Bestandteil oder gegen Hirudine
- aktiven Blutungen oder erhöhtem Blutungsrisiko aufgrund einer Störung des Hämostasesystems und/oder irreversiblen Gerinnungsstörungen.
- schwerer unkontrollierter Hypertonie und subakuter bakterieller Endokarditis.
- schwerer Nierenschädigung (GFR < 30 ml/min) und bei dialysepflichtigen Patienten

Angiox ist nicht für die intramuskuläre Anwendung vorgesehen.

### Wechselwirkungen mit anderen Medikamenten
Untersuchungen zu Wechselwirkungen wurden mit Thrombozytenaggregationshemmern einschließlich Acetylsalicylsäure, Ticlopidin, Clopidogrel, Abciximab, Eptifibatid  und Tirofiban durchgeführt. Die Ergebnisse weisen auf keine pharmakodynamischen Wechselwirkungen mit diesen Arzneimitteln hin. Zu beachten ist ein erhöhtes Blutungsrisiko bei der Kombination gerinnungshemmender Medikamente.

### Unerwünschte Wirkungen
Sehr häufig (≥ 10 %): Leichte Blutungen an einer beliebigen Stelle; Häufig (1/100 bis 1/10): Verringerter Hämoglobinwert, Blutung an der Zugangsstelle, Hämatom an der Gefäßpunktionsstelle, Ecchymosis, schwere Blutungen an einer beliebigen Stelle, einschließlich Berichte mit tödlichem Ausgang.

## Wirkungsmechanismus
Die Bildung von Blutgerinnseln kann problematisch sein, wenn sie in den Blutgefäßen auftritt und dadurch die Blutzufuhr zu lebenswichtigen Organen wie dem Herzen und dem Gehirn behindert wird. Angiox ist ein Antikoagulans, d. h., es verhindert die Gerinnung des Blutes. Der Wirkstoff in Angiox, Bivalirudin, ist eine synthetische Substanz, die ursprünglich aus Hirudin gewonnen wird, der gerinnungshemmenden Substanz, die von Blutegeln gebildet wird. Es blockiert speziell eine der Substanzen, die am Gerinnungsprozess beteiligt sind, das sogenannte Thrombin. Thrombin spielt im Blutgerinnungsprozess eine zentrale Rolle. Durch die Anwendung von Angiox wird das Risiko einer Blutgerinnselbildung erheblich verringert. Dies kann wiederum die Wirksamkeit der PCI erhöhen und bei Patienten mit Angina oder Myokardinfarkt zur Aufrechterhaltung des Blutflusses zum Herzen beitragen.

## Studien
- ACUITY: Gregg W. Stone u. a.: Bivalirudin for Patients with Acute Coronary Syndromes. In: New England Journal of Medicine. Band 355, Nr. 21, 2006, S. 2203–2216, doi:10.1056/NEJMoa062437, PMID 17124018.
- HORIZONS-AMI-1: Roxana Mehran u. a.: Bivalirudin in patients undergoing primary angioplasty for acute myocardial infarction (HORIZONS-AMI): 1-year results of a randomised controlled trial. In: The Lancet. Band 374, Nr. 9696, Oktober 2009, S. 1149–1159, doi:10.1016/S0140-6736(09)61484-7.
- HORIZONS-AMI-3: Gregg W. Stone u. a.: Heparin plus a glycoprotein IIb/IIIa inhibitor versus bivalirudin monotherapy and paclitaxel-eluting stents versus bare-metal stents in acute myocardial infarction (HORIZONS-AMI): final 3-year results from a multicentre, randomised controlled trial. In: The Lancet. Band 377, Nr. 9784, Juni 2011, S. 2193–2204, doi:10.1016/S0140-6736(11)60764-2.
- ISAR-REACT-4: Adnan Kastrati u. a.: Abciximab and Heparin versus Bivalirudin for Non–ST-Elevation Myocardial Infarction. In: New England Journal of Medicine. Band 365, Nr. 21, 2011, S. 1980–1989, doi:10.1056/NEJMoa1109596, PMID 22077909.
- Euromax: Philippe Gabriel Steg u. a.: Bivalirudin Started during Emergency Transport for Primary PCI. In: New England Journal of Medicine. Band 369, Nr. 23, 2013, S. 2207–2217, doi:10.1056/NEJMoa1311096, PMID 24171490.

## Handelsnamen
- Angiox, The Medicines Company (in der EU, Russland und Schweiz)
- Angiomax (in Argentinien, Australien, Canada, Chile, Indien, Israel, Neuseeland, Peru, USA und Venezuela)